# Lucilia ingenua
Lucilia ingenua este o specie de muște din genul Lucilia, familia Calliphoridae, descrisă de Robineau-desvoidy în anul 1863.
Este endemică în Franța. Conform Catalogue of Life specia Lucilia ingenua nu are subspecii cunoscute.